# Народное демократическое движение (Чили)
Народное демократическое движение (исп. Movimiento Democrático Popular; MDP) — коалиция чилийских левых политических партий и организаций, нелегально сформированная в 1983 году для противостояния военной хунте, возглавляемой генералом Аугусто Пиночетом. Правопреемница блока Народное единство. В своей деятельности отдавала предпочтение силовым методам борьбы, но координировалась с выступавшим за мирный переход Чили к демократии блоком Демократический альянс, вместе с которым впоследствии добилась своей легализации и победы над диктатором на организованном им плебисците 1988 года. 

## Предыстория
В 1970 году на президентских выборах в Чили победу одержал представитель широкой левой коалиции Народное единство, член Социалистической партии Сальвадор Альенде. Так как он ненамного опередил своего конкурента Хорхе Алессандри (36,6 % против 35,3 %), в соответствии с действовавшей тогда Конституцией 1925 года президента должен был избрать Конгресс, большинство в котором занимала правая Христианско-демократическая партия (ХДП). Её лидеры вынудили Альенде подписать документ «Позиция Христианско-демократической партии в связи с пленарным заседанием Конгресса», в котором от него требовали юридически подтверждённых гарантий сохранения свободы слова, невмешательства в систему военных назначений, отказа от создания параллельных армии военных формирований типа рабочей милиции, сохранения неполитического характера школ и университетов, обещания не вводить цензуру и не национализировать средства массовой информации. На этих условиях ХДП поддержала кандидатуру сенатора-социалиста и 24 октября 1970 года её фракция проголосовала за утверждение его президентом страны.
Альенде начал широкомасштабные реформы в русле демократического социализма, приведшие к неоднозначным результатам — с одной стороны, они существенно подняли уровень жизни подавляющей части населения страны, с другой — разбалансировали её экономику. Он установил дружественные связи с Кубой, ГДР и Советским Союзом, в которые совершил государственные визиты. В политическую жизнь Чили активно вмешивались США, опасавшиеся перехода страны в социалистический лагерь. С активной подачи американских спецслужб, в Чили активизировала свою деятельность праворадикальная террористическая организация «Патриа э либертад», чьи боевики осуществили целую серию атак против правительства страны, в том числе убив главнокомандующего сухопутными войсками генерала Рене Шнайдера и военно-морского адъютанта президента республики майора Артуро Арайю. Целью этих действий было — спровоцировать политический и экономический кризис в стране и спровоцировать армию на военный путч и захват власти в Чили.
ХДП, к тому моменту уже отказавшаяся от какого-либо сотрудничества с Народным единством, обеспечивала политическое сопровождение деятельности правых радикалов и организовала забастовку грузоперевозчиков, парализовавшую экономику страны и усугубившую кризис. Предприянтая Альенде попытка автоматизации чилийской экономики (Киберсин) успела показать впечатляющие результаты и снизить эффект от действий бастующих, но не могла преодолеть все последствия.
Первая попытка военного мятежа против Народного единства и президента Альенде, известная как «Танкетасо», была подавлена благодаря активным действиям преемника Шнейдера на посту главкома сухопутных войск генерала Карлоса Пратса, сторонника невмешательства армии в политику. Это усыпило бдительность части членов Народного единства и окончательно толкнуло христианских демократов в лагерь реакции, объединившейся перед парламентскими выборами в «Конфедерацию за демократию». На парламентских выборах в марте 1973 года, проходивших в условиях ожесточённого противостояния левого правительства и оппозиции, блок «Народное единство» получил 44,23 % голосов при голосовании за кандидатов в Палату депутатов и 42,75 % за кандидатов в Сенат. Победу одержала оппозиционная «Конфедерация за демократию», в которую вошли ХДП, Национальная партия и ряд других партий — 55,49 % голосов в Палату депутатов и 57,25 % в Сенат. Хотя представительство Народного единства несколько выросло, он потерял поддержку средних слоёв и оказался в ситуации усугубления противоречий как в своих рядах, так и из-за деятельности леворадикалов из Левого революционного движения (МИР), формально поддерживавших Альенде, но фактически выступавших против него с ультралевацких позиций.
Не имея в достаточной степени представительства в парламенте, чтобы изменить Конституцию и отойти от утратившего свои функции соглашения с ХДП (которая активно выступала против президента Альенде и его курса, а её руководители Фрей и Эйлвин в открытую призывали военных вмешаться в политику, то есть совершить государственный переворот, что и случиться), оттолкнув от себя средние слои попустительством действиям МИР, Народное единство оказалось в «подвешенном» состоянии. Часть его руководства, включая генсека компартии Корвалана, начала допускать вероятность поражения блока на следующих парламентских выборах и требовала от Альенде конкретной политической позиции в отношении ХДП и МИР. Президент колебался, даже после «Танкетасо», но после открытого призыва Эйлвина к военным и убийства террористами «Патриа э либертад» его военно-морского адъютанта, майора Арайи, принял решение о проведении референдума о доверии политике Народного единства и изменении Конституции страны. Однако его противники успели выступить раньше.
Партии Народного единства и МИР оказались не готовы к военному перевороту и не смогли оказать организованного сопротивления путчистам. Деятельность блока в Чили была развалена, тысячи его членов — или убиты в первые дни переворота, или в последующие несколько месяцев, значительная часть руководства арестована (лишь немногие успели бежать из страны).

## Создание блока
Оказавшись в эмиграции (большей частью на Кубе и в ГДР), чилийские левые потеряли связи с остатками актива своих партий на родине и вскоре оказались разделены по вопросу методов борьбы с хунтой Пиночета. Коммунистическая партия Чили, прежде занимавшая умеренные позиции, склонялась к силовой борьбе с режимом и получила в этом полную поддержку Фиделя и Рауля Кастро. Занимавшая прежде радикальные марксистские позиции Социалистическая партия, большая часть успевших покинуть Чили членов которой обосновались в Восточном Берлине, напротив, эволюционировала в сторону социал-демократии и выступила за установление контактов с ХДП, которая с 1977 года перешла в оппозицию к хунте, а её лидер Эдуардо Фрей, значительно пересмотрев свои взгляды, опубликовал книгу «Мандат истории и требования будущего», в которой писал о необходимости скорейшего восстановления демократии и выработки национального проекта, поддержанного всеми социальными и политическими силами страны. Партии Народного единства, которые он призвал отказаться от старых догм и эволюционировать к социал-демократии, были открыто позиционированы как союзники ХДП в борьбе с диктатурой.
В 1979 году генсек соцпартии Альтамирано, окончательно отошедший от радикализма, объявил об отказе Социалистической партии от марксизма и готовности сотрудничать с ХДП на общедемократической платформе, что привело к расколу в СП и выделению из неё 3-х групп, которые выступали за сохранение в неизменности идеологических положений партии. В то же время коммунисты (которых в отсутствие Луиса Корвалана, находящегося в заключении, возглавлял представитель левого крыла партии Володя Тейтельбойм) при помощи кубинских военных специалистов, лидера ГДР Эриха Хонеккера и НРБ, организовали создание «параллельной армии» из эмигрантов-членов молодёжных объединений левых партий, прошедших обучение в кубинских, восточногерманских и болгарских военно-учебных заведениях. Так был создан Патриотический фронт имени Мануэля Родригеса, боевое крыло КПЧ, приступившее к партизанской войне в Чили.
КПЧ и ПФМР удалось восстановить контакт с остатками миристов (сильно прорежённых пиночетовской спецслужбой ДИНА, в том числе были убиты почти все руководители МИР) и в 1983 году было принято решение об объединении левого крыла чилийской оппозиции. 20 сентября было создано Народное демократическое движение, в которое вошли: КПЧ, ПФМР, МИР, Социалистическая партия Чили - фракция Клодомиро Альмейда (оставшийся на марксистских позициях откол от СП), а также часть Движения единого народного действия (МАПУ) и Партии христианских левых. MDP возглавил социалист Мануэль Алмейда.

## Члены блока
| Партия                                                | Идеология                                            |
| ----------------------------------------------------- | ---------------------------------------------------- |
| Социалистическая партия Чили-фракция Альмейды         | Марксизм, революционный социализм                    |
| Коммунистическая партия Чили                          | Коммунизм, марксизм-ленинизм                         |
| Левое революционное движение (МИР)                    | Левый радикализм, геваризм                           |
| Патриотический фронт имени Мануэля Родригеса (ПФМР)   | Марксизм-ленинизм, геваризм                          |
| Движение единого народного действия (МАПУ) (частично) | Христианский социализм, марксизм, аграрный социализм |
| Партия христианских левых (частично)                  | Левая христианская демократия                        |

## Деятельность блока

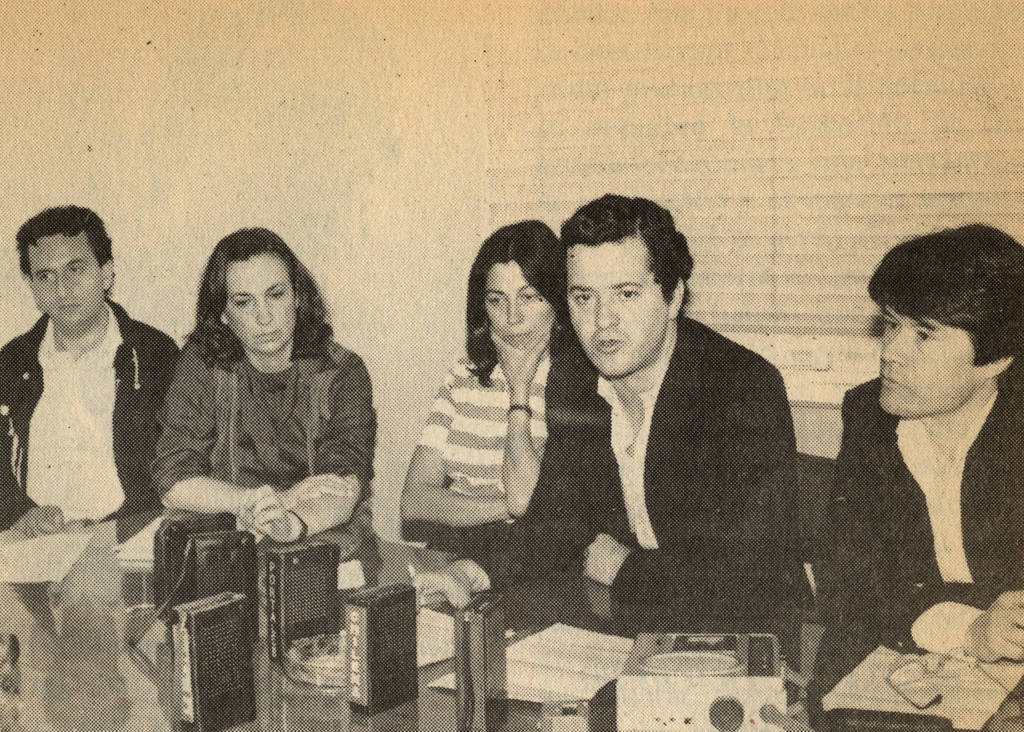
Лидеры MDP. Сентябрь 1983 года.

В 1982 году Луис Корвалан, Клодомиро Альмейда, руководитель МИР-а Паскаль Альенде (племянник Сальвадора Альенде) и левый радикал Ансельмо Суле (член Радикальной партии, но не получивший санкции её руководства и действовавший по собственной инициативе) выступили с совместным обращением "Призыв к единству и борьбе", в котором говорилось, что путь к прекращению военной диктатуры лежит в "борьбе масс, единстве левых и развитии самых разнообразных форм борьбы, которые выражают мятежный дух народа".
MDP организовывало "Национальный протест" диктатуре, активно поддерживало рабочее, студенческое и женское антипиночетовское движение, ПФМР и МИР осуществляли партизанские атаки и дестабилизировали силы хунты. MDP тесно координировал усилия с Демократическим альянсом — коалицией ХДП с СП-Альтамирано, Радикальной партией и ещё несколькими левыми и левоцентристскими партиями и движениями, выступавшими за мирный демонтаж военного режима посредством переговоров с хунтой и проведения обещанного Пиночетом плебисцита. При этом MDP выступал за создание временного правительства страны, в котором были бы представлены все оппозиционные силы.
В августе 1984 года политики, юристы, бизнесмены и гражданские лица, поддерживавшие военный режим, в том числе сенатор Хайме Гусман (в 1991 году погибнет в результате покушения, организованного ПФМР) и Пабло Лонгейра, направили в Конституционный суд Чили требование о запрете деятельности MDP и признании её антиконституционной. Партии и движения, входившие в блок, отказались подчиняться этому решению хунты.
7 сентября 1986 года боевые группы ПФМР совершили покушение на Пиночета, которое не увенчалось успехом — пропустив эскорт мотоциклистов, партизаны перекрыли дорогу лимузину президента грузовиком с прицепом и открыли огонь, но сначала гранатомёт дал осечку, затем после второго выстрела граната пробила стекло, но не взорвалась. Машине с диктатором удалось вырваться из засады и отступить. В ходе нападения погибли пятеро охранников Пиночета. Сам он назвал «перстом Всевышнего» то, что ему удалось остаться невредимым. «Бог спас меня, — заявил он, — чтобы я и дальше мог бороться во имя отечества». По его приказу разбитые и обгоревшие машины президентского кортежа были выставлены на всеобщее обозрение.
Провал покушения привёл к началу масштабных спецопераций против ПФМР и МИР, усилению позиций диктатуры и подорвал единство союза MDP с Демократическим альянсом. Всё это привело к повышению популярности последнего и серьёзному ослаблению сил и влияния первого. Руководство MDP приняло решение о сворачивании нелегальной деятельности и преобразовании коалиции в легальную политическую силу.
В 1987 году под давлением Демократического альянса и внешних сил, Пиночет был вынужден дать согласие на легализацию деятельности большинства партий, включая большинство членов MDP. В июне того же года блок был преобразован в новую коалицию Объединённые левые, в которую не вошли ПФМР и МИР, дистанцировавшиеся от компартии и продолжившие партизанскую борьбу.